# Mohamed Hussein Tantawi
Mohamed Hussein Tantawi (em árabe: محمد حسين طنطاوى سليمان) (Cairo, 31 de outubro de 1935 — 21 de setembro de 2021) foi um político e militar egípcio que serviu como marechal de campo desde 1999. Foi presidente interino de seu país de 2011 a 2012.

## Vida
Tantawi estudou ciência militar, foi adido militar no Paquistão e depois comandante da Guarda Presidencial.
Tantawi, comandante-chefe das forças armadas e, de 11 de fevereiro de 2011 a 30 de junho de 2012, foi presidente do Conselho Supremo das Forças Armadas. Ele foi ministro da defesa desde 1991, tendo acumulado esta função com a de vice-primeiro-ministro de janeiro a fevereiro de 2011, quando o governo encabeçado por Nazif renunciou em consequência da onde de protestos populares contra o regime do Presidente Hosni Mubarak. Tantawi era considerado como um protegido de Mubarak, agindo como seu "poodle", de acordo com um telegrama publicado por Wikileaks. O seu estilo e retórica são semelhantes aos arcaicos de Mubarak.
Depois da renúncia de Hosni Mubarak, em 11 de fevereiro de 2011, o Conselho Supremo das Forças Armadas ficou encarregado de conduzir a transição do país para um regime democrático, tornando-se Tantawi desta forma no líder deste processo. As primeiras medidas foram a suspensão da constituição (a ser substituída por outra, já em elaboração), a dissolução do parlamento e marcação de eleições dentro de 6 meses, a manutenção de governo em exercício (apenas com o mandato de assegurar a gestão corrente), e a confirmação de todos os tratados internacionais (inclusive o tratado de paz com Israel.
No dia 20 de janeiro de 2012, Tantawi anunciou a suspensão do estado de emergência que vivia o Egito desde 1981. A medida provavelmente vem ao encontro do aniversário dos protestos que derrubaram o ex-presidente Mubarak.
No dia 12 de maio de 2012, o recém eleito presidente Morsi demitiu Tantawi de todas as suas funções, decretando a sua reforma. O acto foi interpretado como afirmação do poder civil, democraticamente eleito, face ao poder militar.
Tantawi morreu em 21 de setembro de 2021, aos 85 anos de idade.